# Olympische Sommerspiele 1936/Ringen – Freistil Federgewicht (Männer)
Das Freistilringen im Federgewicht bei den Olympischen Sommerspielen 1936 wurde vom 2. bis 4. August in der Deutschlandhalle ausgetragen. Pro Nation durfte maximal ein Athlet antreten. Die Gewichtsklasse war auf bis zu 61 kg begrenzt.
Der Wettbewerb wurde nach einem Ausscheidungssystem mit Minuspunkten ausgetragen. In jeder Runde hatte jeder Athlet einen Kampf. Bei ungerader Anzahl an Athleten, hatte ein Athlet ein Freilos. Der Verlierer eines Kampfes erhielt 3 Minuspunkte, wenn er durch einen Schultersieg seines Gegner unterlag oder mit 0:3 Punkten den Kampf verlor. Zwei Minuspunkte erhielt der Athlet bei einer Niederlage von 1:2 Punkten. Der Sieger erhielt einen Minuspunkt, wenn er nach Punkten gewann, und 0 Minuspunkte, wenn der Sieg durch Schultersieg erfolgte. Am Ende jeder Runde wurde jeder Athlet mit mehr als 4 Minuspunkten eliminiert.

## Zeitplan
| Datum          | Runde                           |
| -------------- | ------------------------------- |
| 2. August 1936 | Runde 1                         |
| 3. August 1936 | Runde 2                         |
| 4. August 1936 | Runde 3 Runde 4 Runde 5 Runde 6 |

## Ergebnisse

### Runde 1
| Sieger             | Nation                | Art des Sieges          | Verlierer      | Nation             |
| ------------------ | --------------------- | ----------------------- | -------------- | ------------------ |
| Nevil Hall         | Südafrikanische Union | Punkteentscheidung, 3–0 | Karel Kváček   | Tschechoslowakei   |
| Gösta Frändfors    | Schweden              | Schultersieg            | Marco Gavelli  | Königreich Italien |
| Norman Morrell     | Großbritannien        | Punkteentscheidung, 3–0 | Josef Böck     | Deutsches Reich    |
| Francis Millard    | Vereinigte Staaten    | Schultersieg            | Jean Chasson   | Frankreich         |
| Ferenc Tóth        | Ungarn                | Schultersieg            | Yaşar Erkan    | Türkei             |
| Kustaa Pihlajamäki | Finnland              | Schultersieg            | Hector Riské   | Belgien            |
| Mitsuo Mizutani    | Japan                 | Punkteentscheidung, 3–0 | Werner Spycher | Schweiz            |
| Vern Pettigrew     | Kanada                | Freilos                 | Freilos        | Freilos            |

| Rang | Athlet             | Nation                | Minuspunkte |
| ---- | ------------------ | --------------------- | ----------- |
| 1    | Gösta Frändfors    | Schweden              | 0           |
| 1    | Francis Millard    | Vereinigte Staaten    | 0           |
| 1    | Vern Pettigrew     | Kanada                | 0           |
| 1    | Kustaa Pihlajamäki | Finnland              | 0           |
| 1    | Ferenc Tóth        | Ungarn                | 0           |
| 6    | Nevil Hall         | Südafrikanische Union | 1           |
| 6    | Mitsuo Mizutani    | Japan                 | 1           |
| 6    | Norman Morrell     | Großbritannien        | 1           |
| 9    | Josef Böck         | Deutsches Reich       | 3           |
| 9    | Jean Chasson       | Frankreich            | 3           |
| 9    | Yaşar Erkan        | Türkei                | 3           |
| 9    | Marco Gavelli      | Königreich Italien    | 3           |
| 9    | Karel Kváček       | Tschechoslowakei      | 3           |
| 9    | Hector Riské       | Belgien               | 3           |
| 9    | Werner Spycher     | Schweiz               | 3           |

### Runde 2
| Sieger             | Nation             | Art des Sieges          | Verlierer      | Nation                |
| ------------------ | ------------------ | ----------------------- | -------------- | --------------------- |
| Vern Pettigrew     | Kanada             | Punkteentscheidung, 3–0 | Karel Kváček   | Tschechoslowakei      |
| Marco Gavelli      | Königreich Italien | Punkteentscheidung, 3–0 | Nevil Hall     | Südafrikanische Union |
| Gösta Frändfors    | Schweden           | Punkteentscheidung, 3–0 | Josef Böck     | Deutsches Reich       |
| Francis Millard    | Vereinigte Staaten | Schultersieg            | Norman Morrell | Großbritannien        |
| Ferenc Tóth        | Ungarn             | Schultersieg            | Jean Chasson   | Frankreich            |
| Yaşar Erkan        | Türkei             | Punkteentscheidung, 3–0 | Hector Riské   | Belgien               |
| Kustaa Pihlajamäki | Finnland           | Schultersieg            | Werner Spycher | Schweiz               |
| Mitsuo Mizutani    | Japan              | Freilos                 | Freilos        | Freilos               |

| Rang | Athlet             | Nation                | Minuspunkte |
| ---- | ------------------ | --------------------- | ----------- |
| 1    | Francis Millard    | Vereinigte Staaten    | 0           |
| 1    | Kustaa Pihlajamäki | Finnland              | 0           |
| 1    | Ferenc Tóth        | Ungarn                | 0           |
| 4    | Gösta Frändfors    | Schweden              | 1           |
| 4    | Mitsuo Mizutani    | Japan                 | 1           |
| 4    | Vern Pettigrew     | Kanada                | 1           |
| 7    | Yaşar Erkan        | Türkei                | 4           |
| 7    | Marco Gavelli      | Königreich Italien    | 4           |
| 7    | Nevil Hall         | Südafrikanische Union | 4           |
| 7    | Norman Morrell     | Großbritannien        | 4           |
| 11   | Josef Böck         | Deutsches Reich       | 6           |
| 11   | Jean Chasson       | Frankreich            | 6           |
| 11   | Karel Kváček       | Tschechoslowakei      | 6           |
| 11   | Hector Riské       | Belgien               | 6           |
| 11   | Werner Spycher     | Schweiz               | 6           |

### Runde 3
| Sieger             | Nation             | Art des Sieges          | Verlierer       | Nation                |
| ------------------ | ------------------ | ----------------------- | --------------- | --------------------- |
| Vern Pettigrew     | Kanada             | Schultersieg            | Mitsuo Mizutani | Japan                 |
| Gösta Frändfors    | Schweden           | Schultersieg            | Nevil Hall      | Südafrikanische Union |
| Marco Gavelli      | Königreich Italien | Punkteentscheidung, 3–0 | Norman Morrell  | Großbritannien        |
| Francis Millard    | Vereinigte Staaten | Punkteentscheidung, 3–0 | Ferenc Tóth     | Ungarn                |
| Kustaa Pihlajamäki | Finnland           | Schultersieg            | Yaşar Erkan     | Türkei                |

| Rang | Athlet             | Nation                | Minuspunkte |
| ---- | ------------------ | --------------------- | ----------- |
| 1    | Kustaa Pihlajamäki | Finnland              | 0           |
| 2    | Gösta Frändfors    | Schweden              | 1           |
| 2    | Francis Millard    | Vereinigte Staaten    | 1           |
| 2    | Vern Pettigrew     | Kanada                | 1           |
| 5    | Ferenc Tóth        | Ungarn                | 3           |
| 6    | Mitsuo Mizutani    | Japan                 | 4           |
| 7    | Marco Gavelli      | Königreich Italien    | 5           |
| 8    | Yaşar Erkan        | Türkei                | 7           |
| 8    | Nevil Hall         | Südafrikanische Union | 7           |
| 8    | Norman Morrell     | Großbritannien        | 7           |

### Runde 4
| Sieger             | Nation             | Art des Sieges          | Verlierer       | Nation |
| ------------------ | ------------------ | ----------------------- | --------------- | ------ |
| Gösta Frändfors    | Schweden           | Punkteentscheidung, 3–0 | Mitsuo Mizutani | Japan  |
| Francis Millard    | Vereinigte Staaten | Schultersieg            | Vern Pettigrew  | Kanada |
| Kustaa Pihlajamäki | Finnland           | Schultersieg            | Ferenc Tóth     | Ungarn |

| Rang | Athlet             | Nation             | Minuspunkte |
| ---- | ------------------ | ------------------ | ----------- |
| 1    | Kustaa Pihlajamäki | Finnland           | 0           |
| 2    | Francis Millard    | Vereinigte Staaten | 1           |
| 3    | Gösta Frändfors    | Schweden           | 2           |
| 4    | Vern Pettigrew     | Kanada             | 4           |
| 5    | Ferenc Tóth        | Ungarn             | 6           |
| 6    | Mitsuo Mizutani    | Japan              | 7           |

### Runde 5
| Sieger             | Nation   | Art des Sieges          | Verlierer       | Nation             |
| ------------------ | -------- | ----------------------- | --------------- | ------------------ |
| Gösta Frändfors    | Schweden | Punkteentscheidung, 3–0 | Vern Pettigrew  | Kanada             |
| Kustaa Pihlajamäki | Finnland | Punkteentscheidung, 3–0 | Francis Millard | Vereinigte Staaten |

| Rang | Athlet             | Nation             | Minuspunkte |
| ---- | ------------------ | ------------------ | ----------- |
| 1    | Kustaa Pihlajamäki | Finnland           | 1           |
| 2    | Francis Millard    | Vereinigte Staaten | 4           |
| 3    | Gösta Frändfors    | Schweden           | 3           |
| 4    | Vern Pettigrew     | Kanada             | 7           |

### Runde 6
| Sieger             | Nation             | Art des Sieges          | Verlierer       | Nation   |
| ------------------ | ------------------ | ----------------------- | --------------- | -------- |
| Francis Millard    | Vereinigte Staaten | Punkteentscheidung, 2–1 | Gösta Frändfors | Schweden |
| Kustaa Pihlajamäki | Finnland           | Freilos                 | Freilos         | Freilos  |

| Rang | Athlet             | Nation             | Minuspunkte |
| ---- | ------------------ | ------------------ | ----------- |
| 1    | Kustaa Pihlajamäki | Finnland           | 1           |
| 2    | Francis Millard    | Vereinigte Staaten | 5           |
| 3    | Gösta Frändfors    | Schweden           | 5           |